# Universitat Robert Gordon
La Universitat Robert Gordon (Robert Gordon University), coneguda com a RGU, és una universitat pública a la ciutat d'Aberdeen, a Escòcia (Regne Unit). Esdevingué una universitat oficialment el 1992, a partir d'una institució educativa fundada al segle xviii per Robert Gordon, un pròsper mercader d'Aberdeen, juntament amb altres institucions que s'encarregaven de l'educació d'adults als segles XIX i XX. És una de les dues universitat de la ciutat (l'altra és la molt més antiga Universitat d'Aberdeen).